# Heidi Wayment
Heidi A. Wayment (* 29. Juli 1956 in Rangely (Colorado)) ist eine ehemalige US-amerikanisch-deutsche Basketballspielerin.

## Leben
Wayment, deren Mutter Deutsche und deren Vater US-Amerikaner war, spielte von 1973 bis 1977 Basketball und Volleyball an der Biola University in ihrem Heimatland, den Vereinigten Staaten. In beiden Sportarten wurden ihr „All-America“-Auszeichnungen zuteil. 2018 wurde sie in die „Hall of Fame“ der kalifornischen Hochschule aufgenommen. Mit der Studentenauswahl der USA gewann die 1,90 Meter große Innenspielerin 1979 die Goldmedaille bei der Universiade.
Sie spielte in Deutschland in den 1980er Jahren für den Serienmeister Agon 08 Düsseldorf, mit sie auch zweimal das Endspiel im Europapokal der Landesmeister erreichte. Zwischen 1989 und 1992 bestritt sie 30 A-Länderspiele für Deutschland.
Nach ihrer Basketballlaufbahn kehrte Wayment in die Vereinigten Staaten zurück, erwarb Master-Universitätsabschlüsse 1987 an der University of Southern California und 1989 an der University of California, Los Angeles. 1992 schloss sie an letzterer Hochschule ihre Doktorarbeit ab und wechselte 1996 als Dozentin an die Northern Arizona University, an der sie später Professorin für Sozial- und Gesundheitspsychologie wurde. 2005 wurde sie mit Bayer Leverkusen deutsche Seniorenmeisterin im Basketball.